# Liste du patrimoine immobilier classé de La Louvière
Cette page regroupe l'ensemble du patrimoine immobilier classé de la ville belge de La Louvière.
| Objet | Année de construction / Architecte | Adresse                            | Section communale | Coordonnées                      | Numéro d’inventaire | Illustration |
| --- | ---------------------------------- | ---------------------------------- | ----------------- | -------------------------------- | ------------------- | --- |
| L'église Saint-Vaast, à Saint-Vaast |                                    |                                    | Saint-Vaast       | 50° 27′ 09″ nord, 4° 09′ 34″ est | 55022-CLT-0003-01   | L'église Saint-Vaast, à Saint-Vaast |
| Chapelle Notre-Dame-au-Puits |                                    |                                    |                   | 50° 27′ 05″ nord, 4° 08′ 49″ est | 55022-CLT-0004-01   | Chapelle Notre-Dame-au-Puits |
| Le charbonnage et la Cité de Bois-du-Luc à Houdeng Aimeries à savoir : |                                    |                                    |                   | 50° 28′ 28″ nord, 4° 08′ 45″ est | 55022-CLT-0005-01   | Le charbonnage et la Cité de Bois-du-Luc à Houdeng Aimeries à savoir : |
| Ensemble formé par la ferme de Sart-Longchamps, dite Ferme Guyaux et les terrains environnants, à La Louvière |                                    | La Louvière                        |                   | 50° 28′ 34″ nord, 4° 12′ 12″ est | 55022-CLT-0006-01   | Image manquanteTéléverser |
| Extension de l'ensemble formé par la ferme de Sart-Longchamps dite Ferme Guyaux et les terrains environnants, à La Louvière                                                                                          |                                    | La Louvière                        |                   | 50° 28′ 31″ nord, 4° 12′ 03″ est | 55022-CLT-0007-01   | Image manquanteTéléverser |
| La grange de la ferme de Sart-Longchamps sise rue de Baume, n°45 à La Louvière |                                    | Rue de Baume n°45, La Louvière     |                   | 50° 28′ 36″ nord, 4° 12′ 02″ est | 55022-CLT-0008-01   | Image manquanteTéléverser |
| Les façades et les toitures de la maison du Chapelain sise |                                    | Rue des Écoles n°16, La Louvière   |                   | 50° 27′ 35″ nord, 4° 05′ 16″ est | 55022-CLT-0010-01   | Image manquanteTéléverser |
| Totalité de la chapelle Saint-Julien, à La Louvière |                                    | La Louvière                        |                   | 50° 27′ 34″ nord, 4° 05′ 16″ est | 55022-CLT-0011-01   | Totalité de la chapelle Saint-Julien, à La Louvière |
| Un cornouiller et ses abords, à La Louvière |                                    | La Louvière                        |                   | 50° 27′ 33″ nord, 4° 06′ 56″ est | 55022-CLT-0012-01   | Un cornouiller et ses abords, à La Louvière |
| Les ascenseurs hydrauliques n°s 1, 2, 3 et 4 situés sur le canal du Centre, ainsi que le pont levis sis entre les n°s 3 et 4 (M) ainsi que l'ensemble formé par ceux-ci et les berges boisées (S) (+ Le Rœulx/Thieu) |                                    |                                    |                   | 50° 29′ 15″ nord, 4° 10′ 33″ est | 55022-CLT-0013-01   | Les ascenseurs hydrauliques n°s 1, 2, 3 et 4 situés sur le canal du Centre, ainsi que le pont levis sis entre les n°s 3 et 4 (M) ainsi que l'ensemble formé par ceux-ci et les berges boisées (S) (+ Le Rœulx/Thieu) |
| - Les façades et toitures du bâtiment abritant la salle des machines des ascenseurs n°2 et 3 ; |                                    |                                    |                   | 50° 28′ 53″ nord, 4° 08′ 10″ est | 55022-CLT-0015-01   | - Les façades et toitures du bâtiment abritant la salle des machines des ascenseurs n°2 et 3 ; |
| Terril n°142 dit Albert 1er |                                    | Rue Léopold III à Saint-Vaast      |                   | 50° 27′ 26″ nord, 4° 09′ 15″ est | 55022-CLT-0016-01   | Terril n°142 dit Albert 1er |
| Certaines parties de la maison sise rue Warocqué 70-72 à La Louvière, à savoir : |                                    | Rue Warocqué 70-72, La Louvière    |                   | 50° 28′ 35″ nord, 4° 11′ 35″ est | 55022-CLT-0018-01   | Certaines parties de la maison sise rue Warocqué 70-72 à La Louvière, à savoir : |
| Certaines parties de la Manufacture Royal Boch sise rue Sylvain Guyaux, 70 à La Louvière, à savoir : les trois fours bouteilles et le bâtiment qui les abrite ainsi que l'atelier situé au sud des fours bouteilles  |                                    | Rue Sylvain Guyaux 70, La Louvière |                   | 50° 28′ 40″ nord, 4° 10′ 57″ est | 55022-CLT-0021-01   | Image manquanteTéléverser |
| Les façades et les toitures de la cure, à La Louvière |                                    | La Louvière                        |                   | 50° 27′ 14″ nord, 4° 12′ 03″ est | 55022-CLT-0022-01   | Les façades et les toitures de la cure, à La Louvière |
| Totalité de l'ancien hôpital Saint-Julien à Boussoit (M). |                                    | Boussoit                           |                   | 50° 27′ 34″ nord, 4° 05′ 16″ est | 55022-CLT-0025-01   | Totalité de l'ancien hôpital Saint-Julien à Boussoit (M). |
| Le charbonnage et la Cité de Bois-du-Luc à Houdeng Aimeries à savoir : |                                    |                                    |                   | 50° 28′ 28″ nord, 4° 08′ 45″ est | 55022-PEX-0001-01   | Le charbonnage et la Cité de Bois-du-Luc à Houdeng Aimeries à savoir : |
| Les ascenseurs hydrauliques n°s 1, 2, 3 et 4 situés sur le canal du Centre, ainsi que le pont levis sis entre les n°s 3 et 4 (M) ainsi que l'ensemble formé par ceux-ci et les berges boisées (S) (+ Le Rœulx/Thieu) |                                    |                                    |                   | 50° 29′ 15″ nord, 4° 10′ 33″ est | 55022-PEX-0002-01   | Les ascenseurs hydrauliques n°s 1, 2, 3 et 4 situés sur le canal du Centre, ainsi que le pont levis sis entre les n°s 3 et 4 (M) ainsi que l'ensemble formé par ceux-ci et les berges boisées (S) (+ Le Rœulx/Thieu) |
| La salle des machines des ascenseurs hydrauliques 2 et 3 situés sur le canal du Centre (+Le Rœulx/Thieu et Ville-sur-Haine)                                                                                          |                                    |                                    |                   | 50° 28′ 53″ nord, 4° 08′ 10″ est | 55022-PEX-0003-01   | La salle des machines des ascenseurs hydrauliques 2 et 3 situés sur le canal du Centre (+Le Rœulx/Thieu et Ville-sur-Haine)                                                                                          |